# Infrared Atmospheric Sounding Interferometer
Das Infrared Atmospheric Sounding Interferometer (IASI) ist ein Sondierungsinstrument an Bord eines Wettersatelliten der MetOp-Serie zur Bestimmung von atmosphärischen Zustandsparametern mit hoher Genauigkeit und vertikaler Auflösung. Das sondierende Interferometer erstellt Temperatur-, Wasserdampf- und Profile von Spurengasen der Atmosphäre.